# 院长的十二月
《院长的十二月》（英語：The Dean's December）是美国作家索尔·贝娄的一部小说，出版于1982年。这是他在1976年获诺贝尔文学奖之后出版的第一部小说，故事设定在 芝加哥和布加勒斯特。小说的主人公阿尔伯特·科德是一位面临危机的冥想学者，陪伴出生于罗马尼亚的天体物理学家妻子，回到她的祖国罗马尼亚社会主义共和国，处理岳母的后事。这次逗留，使科德能够观察东方集团的极权主义政权，使他对人类状况有了深刻的认识。